# Afrikaans referentiealfabet
Er werd voor het eerst een Afrikaans referentiealfabet voorgesteld in 1978 door een UNESCO-georganiseerde conferentie die gehouden werd in Niamey, Niger en het voorgestelde alfabet werd herzien in 1982. De conferentie raadde het gebruik van enkele letters voor een geluid aan (eigenlijk een foneem) in plaats van twee- of drielettercombinaties, of letters met diakritische tekens aan.
Het Afrikaanse referentiealfabet is duidelijk verwant met het Afrika-Alfabet en weerspiegelde praktijk gebaseerd op dat laatste (waaronder ook de IPA-tekens). De Niamey-conferentie bouwde ook verder op een vorige UNESCO-georganiseerde vergaderingen die zich bezighield met de harmonisatie van transcriptie van Afrikaanse talen, dit werd gehouden in Bamako, Mali in 1966.

## Versie van 1978
Er werden afzonderlijke rapporteringen gemaakt van de conferentie in het Engels en in het Frans. Verschillende foto's van het alfabet werden in beide versies gebruikt en er zijn een aantal verschillen tussen de twee.
De Engelse versie stelde een alfabet van 57 letters voor, in zowel hoofdletters als kleine letters. Acht van deze letters zijn gewone Latijnse letters met de toevoeging van een underscore (_). Enkelen van de tekens, meestal in hoofdletterformaat, zijn ongebruikelijk en kunnen (nog) niet worden voorgesteld in Unicode.
Deze versie bevatte ook acht accenten (accent aigu ( ´ ), accent grave ( ` ), circonflexe ( ^ ), haček ( ˇ ), macron ( ¯ ), tilde ( ˜ ), trema  ( ¨ ), en een diakritisch punt (˙) en negen interpunctietekens (  ? ! ( ) « » , ; .  ).
In de Franse versie werden de letters enkel met de hand in kleine letters gedrukt. Slechts 56 van de letters in de Engelse versie waren erin gelijst en twee verdere op een apostrof lijkende letters (ʾ en ʿ) waren toegevoegd. Ook werden vijf van de letters geschreven met een punt in onderschrift in plaats van een underscore als in de Engelse versie (ḍ, ḥ, ṣ, ṭ en ẓ). (Deze stellen de emfatische medeklinkers uit het Arabisch voor terwijl dat de overblijvende onderstreepte letters (c̱, q̱ en x̱) klikken voorstellen.) Accenten en interpunctie komt niet voor. Anders zijn de Franse en Engelse versie identiek.
| kleine letter | a | ɑ | b | ɓ | c | c̱ | d | ḏ | ɖ | ɗ | ð |   |
| hoofdletter   | A | Ɑ | B | Ɓ | C | C̱ | D | Ḏ | Ɖ | Ɗ |   |   |
| kleine letter | e | ɛ | ǝ | f | ƒ | g | ɣ | h | ẖ | i | ɪ |   |
| hoofdletter   | E | Ɛ | Ǝ | F | Ƒ | G | Ɣ | H | H̱ | I | Ɪ |   |
| kleine letter | j | k | ƙ | l | m | n | ŋ | o | ɔ | p | q |   |
| hoofdletter   | J | K | Ƙ | L | M | N | Ŋ | O | Ɔ | P | Q |   |
| kleine letter | q̱ | r | ɍ | s | s̱ | ʃ | t | ṯ | ƭ | ʈ | ɵ | u |
| hoofdletter   | Q̱ | R | Ɍ | S | S̱ | Ʃ | T | Ṯ | Ƭ | Ʈ | Ɵ | U |
| kleine letter | ʊ | v | ʋ | w | x | x̱ | y | ƴ | z | ẕ |   | ʒ |
| hoofdletter   | Ʊ | V | Ʋ | W | X | X̱ | Y | Ƴ | Z | Ẕ |   | Ʒ |

- De Ɑ/ɑ is de "Latijnse alfa" () en niet de "Latijnse script a" (). In Unicode worden de Latijnse alfa en de Latijns script a niet als als aparte tekens gezien.
- De hoofdletter I, de tegenhanger van de kleine i, heeft geen dwarsbalken (schreven) () terwijl de dwarsbalken van de hoofdletter van de kleine letter ɪ ze wel heeft ().

## Versie van 1982
De herziening van 1982 van het alfabet werd gedaan door Michael Mann en David Dalby, die de Niamey-conferentie had bijgewoond. Het bevat 60 letters, een aantal die veel verschillen van de versie van 1978. Een andere belangrijke verandering van dit alfabet is dat het enkel kleine letters bevatte (waardoor het een unicase-alfabet werd).
Er werd ook een toetsenbord van een schrijfmachine voorgesteld: voor de bijkomende tekens, de hoofdletters moesten opgegeven worden. Dat was waarschijnlijk de reden waarom dat het toetsenbord niet gebruikt werd. Hoewel, het voorstel van de bijkomende tekens is waardevol omdat het noden weerspiegelt om Afrikaanse talen te schrijven. Aan de andere kant worden er in best een paar orthografische Afrikaanse taalsystemen tweelettercombinates gebruikt om bijkomende geluiden voor te stellen.
| a | ɑ | ʌ | b | ɓ | c | ƈ | ç | d | ɗ | ɖ | đ | e | ɛ | ǝ |
| f | ƒ | g | ɠ | ɣ | h | ɦ | i | ɩ | j | ɟ | k | ƙ | l | λ |
| m |   | n | ŋ | ɲ | o | ɔ | p | ƥ | q | r | ɽ | s | ʃ | t |
| ƭ | ʈ | θ | u | ω | v | ʋ | w | x | y | ƴ | z | ʒ | ƹ | ʔ |

De 32e letter “” wordt een gelineariseerde tilde genoemd.